# سده دهم میلادی

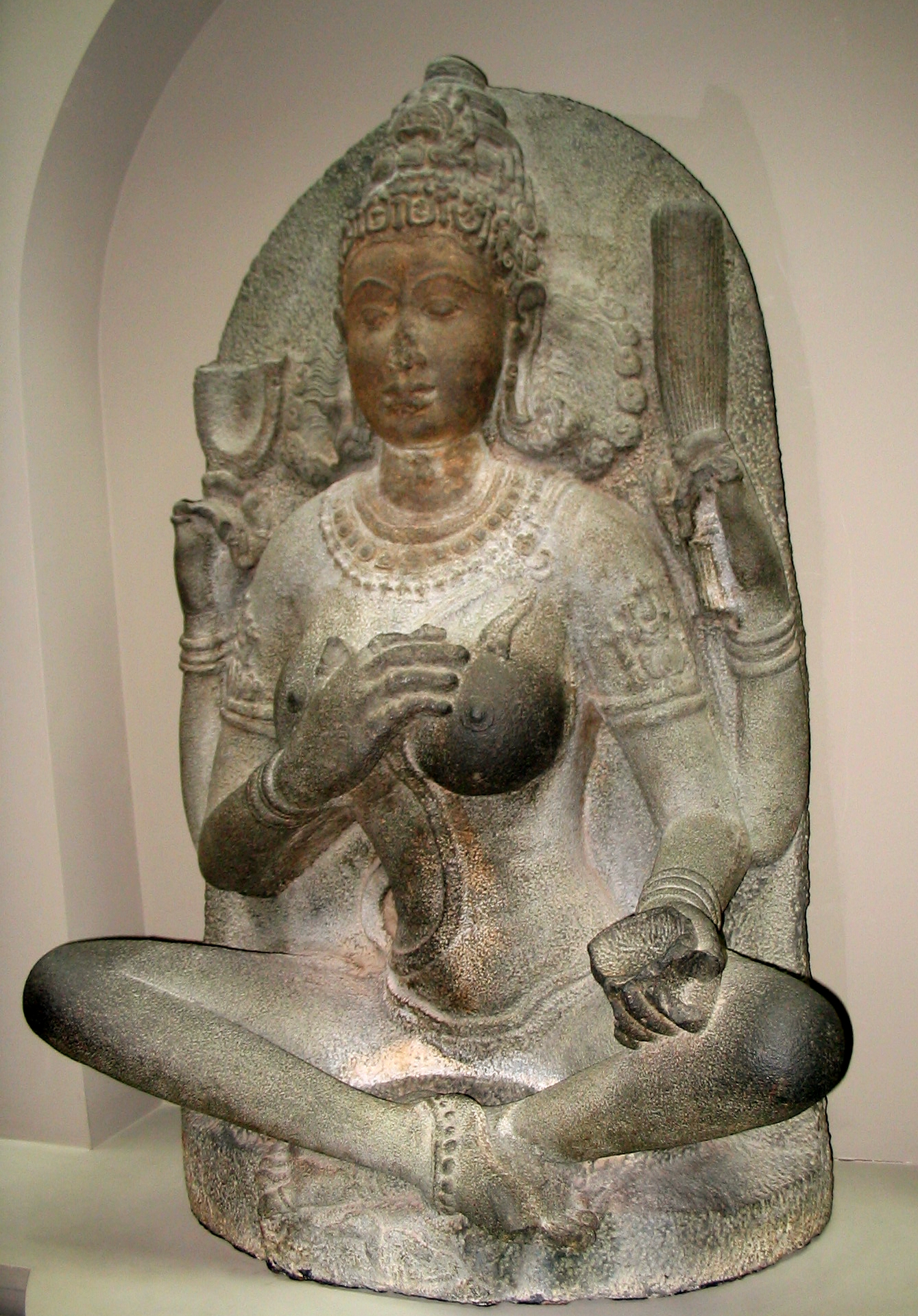
یک مجسمه از سدهٔ ۱۰ میلادی

سدهٔ ۱۰ میلادی یا قرن دهم میلادی، در تقویم گریگوری به فاصلهٔ سال‌های ۹۰۱ تا ۱۰۰۰ میلادی گفته می‌شود.
| سده‌ها: | سده ۹ - سده ۱۰ - سده ۱۱                 |
| دهه‌ها: | ۹۰۰ ۹۱۰ ۹۲۰ ۹۳۰ ۹۴۰ ۹۵۰ ۹۶۰ ۹۷۰ ۹۸۰ ۹۹۰ |

## رویدادها
- آغاز سده‌های میانه گرم.
- شماری از وایکینگ‌ها در شمال فرانسه جاگیرشدند.
- پیدایش کلونی، نخستین سامان هم‌پیمان دینی.
- ۹۱۰ (میلادی)؛ پارانتاکای یکم از دودمان چولا پاندایاها را از هندوستان به سری‌لانکا بیرون‌راند.
- ۹۱۴ (میلادی)؛ در روز ۱۲ ژانویه، امیر احمد بن اسماعیل سامانی کشته می‌شود. فرزند او امیر نصر دوم سامانی در سن هشت سالگی به حکومت می‌رسد.
- ۹۱۷ (میلادی)؛ بلغاری‌ها ارتش بیزانس را در جنگ آنخیالوس درهم‌شکستند.
- ۹۲۷ (میلادی)؛ استقلال نخستین کلیسای ملی در اروپا، کلیسای پدرشاهی بلغارستان.
- تاخت‌وتاز سواران مجار در اروپای باختری.
- ۹۶۵ (میلادی)؛ روس‌های کیفی به خزرستان تاختند و آنان را شکست‌دادند.
- ۹۶۶ (میلادی)؛ میژکوی یکم نخستین دوک لهستان به کیش مسیحی درآمد.
- ۹۸۸ (میلادی)؛ ولادیمیر یکم شاهزاده روس‌های کیفی مسیحی‌شد.
- فروپاشی بخش مرکزی پایین تمدن مایا.
- برآمدن تولتک در مکزیک.
- عصر طلایی پوئبلوهای باستان.
- فروپاشی موراویای بزرگ.
- آغاز ساخت نیایشگاه بودایی در باگان میانمار.
- ۹۳۲ (میلادی)؛ نخستین بهره‌بری جنگی از باروت در چین.
- برپایی پادشاهی همبسته کروات به رهبری تومیسلاو.
- پادشاهی‌هایی در شهرهای بندری شبه‌جزیره مالایا
- برآمدن فاطمیان در خاور الجزایر.
- نفوذ سوئد به دریای سیاه رسید.
- نوبه مسیحی به کامیابی و نیروی جنگی توانمند رسید.
- آغاز فرهنگ می‌سی‌سی‌پی
- بیزانس به بالاترین اندازه توانمندی جنگی و اقتصادی رسید.
- ۹۸۸ (میلادی)؛ پدیدآمدن دوبلین.
- گوزن شمالی در سوئد از میان رفت.
- شیرها در قفقاز از میان‌رفتند.
- مهاجرت اقوام مائوری پلی نزی تبار به نیوزلند امروزی.

## چهره‌های برجسته
- توپیلتسین سه آکتال کتسالکوآتل فرمانروای نیمه‌افسانه‌ای تولتک.
- عبدالرحمان سوم فرمانروای کوردوبا
- آدیکاوی پامپا شاعر کاننادازبان.
- سیمئون بزرگ امپراتور بلغارستان.
- نیکه‌فوروس دوم امپراتور روم شرقی.
- اوتوی بزرگ امپراتور مقدس روم.
- ادموند یکم پادشاه انگلستان
- یوانیس یکم امپراتور روم شرقی.
- راننا شاعر کاننادازبان.
- هوگو کاپه.
- هویان تسان.
- گزا فرمانروای مجارها.
- اوتوی دوم امپراتور مقدس روم.
- تئوفانو همسر اوتوی دوم.
- تایلاپای دوم هندی.
- تزار ساموئیل فرمانروای بلغارستان.
- ژانگ سیژون ستاره‌شناس و مهندس مکانیک چینی.
- ولادیمیر یکم.
- باسیل دوم امپراتور روم شرقی.
- اوتوی سوم امپراتور مقدس روم.
- فردوسی شاعر و حماسه‌سرای ایرانی.
- محمد بن جریر طبری.
- لی فانگ پژوهشگر و دانشنامه‌نویس چینی.
- اریک سرخ یابنده گرینلند.
- لیف اریکسون، پسر اریک سرخ و یابندهٔ آمریکا.
- عبیدالله المهدی بالله بنیادگذار دودمان فاطمی مصر.
- امپراتور تایتسو بنیادگذار دودمان سونگ در چین.
- پارانتاکای یکم فرمانروای دودمان چولا در هندوستان.
- ابن سینا فیلسوف و دانشمند ایرانی.
- هارالد یکم، پادشاه نروژ.
- ابوریحان بیرونی فیلسوف و ستاره‌شناس ایرانی.
- زکریای رازی فیلسوف و پزشک ایرانی.

## یافته‌ها و نوآوری‌ها
- کاربرد رازک در آبجوسازی.
- کاربرد پیکان‌های آتشین و کاربرد باروت در آن به دست چینیان.
- ساخت نیایشگاه بریهادیسوارار در هندوستان.

## دهه‌ها و سال‌ها
‎

## منبع
- نویسندگان ویکی‌پدیای انگلیسی، 10th century. (نسخه ۱۲ ژوئیه ۲۰۰۷)

| هزاره | سده   | سده   | سده   | سده   | سده   | سده   | سده   | سده   | سده   | سده   |
| ----- | ----- | ----- | ----- | ----- | ----- | ----- | ----- | ----- | ----- | ----- |
| ۹ پ‌م: | ۹۰ پ‌م | ۸۹ پ‌م | ۸۸ پ‌م | ۸۷ پ‌م | ۸۶ پ‌م | ۸۵ پ‌م | ۸۴ پ‌م | ۸۳ پ‌م | ۸۲ پ‌م | ۸۱ پ‌م |
| ۸ پ‌م: | ۸۰ پ‌م | ۷۹ پ‌م | ۷۸ پ‌م | ۷۷ پ‌م | ۷۶ پ‌م | ۷۵ پ‌م | ۷۴ پ‌م | ۷۳ پ‌م | ۷۲ پ‌م | ۷۱ پ‌م |
| ۷ پ‌م: | ۷۰ پ‌م | ۶۹ پ‌م | ۶۸ پ‌م | ۶۷ پ‌م | ۶۶ پ‌م | ۶۵ پ‌م | ۶۴ پ‌م | ۶۳ پ‌م | ۶۲ پ‌م | ۶۱ پ‌م |
| ۶ پ‌م: | ۶۰ پ‌م | ۵۹ پ‌م | ۵۸ پ‌م | ۵۷ پ‌م | ۵۶ پ‌م | ۵۵ پ‌م | ۵۴ پ‌م | ۵۳ پ‌م | ۵۲ پ‌م | ۵۱ پ‌م |
| ۵ پ‌م: | ۵۰ پ‌م | ۴۹ پ‌م | ۴۸ پ‌م | ۴۷ پ‌م | ۴۶ پ‌م | ۴۵ پ‌م | ۴۴ پ‌م | ۴۳ پ‌م | ۴۲ پ‌م | ۴۱ پ‌م |
| ۴ پ‌م: | ۴۰ پ‌م | ۳۹ پ‌م | ۳۸ پ‌م | ۳۷ پ‌م | ۳۶ پ‌م | ۳۵ پ‌م | ۳۴ پ‌م | ۳۳ پ‌م | ۳۲ پ‌م | ۳۱ پ‌م |
| ۳ پ‌م: | ۳۰ پ‌م | ۲۹ پ‌م | ۲۸ پ‌م | ۲۷ پ‌م | ۲۶ پ‌م | ۲۵ پ‌م | ۲۴ پ‌م | ۲۳ پ‌م | ۲۲ پ‌م | ۲۱ پ‌م |
| ۲ پ‌م: | ۲۰ پ‌م | ۱۹ پ‌م | ۱۸ پ‌م | ۱۷ پ‌م | ۱۶ پ‌م | ۱۵ پ‌م | ۱۴ پ‌م | ۱۳ پ‌م | ۱۲ پ‌م | ۱۱ پ‌م |
| ۱ پ‌م: | ۱۰ پ‌م | ۹ پ‌م  | ۸ پ‌م  | ۷ پ‌م  | ۶ پ‌م  | ۵ پ‌م  | ۴ پ‌م  | ۳ پ‌م  | ۲ پ‌م  | ۱ پ‌م  |
| ۱:    | ۱     | ۲     | ۳     | ۴     | ۵     | ۶     | ۷     | ۸     | ۹     | ۱۰    |
| ۲:    | ۱۱    | ۱۲    | ۱۳    | ۱۴    | ۱۵    | ۱۶    | ۱۷    | ۱۸    | ۱۹    | ۲۰    |
| ۳:    | ۲۱    | ۲۲    | ۲۳    | ۲۴    | ۲۵    | ۲۶    | ۲۷    | ۲۸    | ۲۹    | ۳۰    |
| ۴:    | ۳۱    | ۳۲    | ۳۳    | ۳۴    | ۳۵    | ۳۶    | ۳۷    | ۳۸    | ۳۹    | ۴۰    |